# Loznica
Loznica (tiếng Serbia: Лозница) là một thành phố và khu tự quản ở phía tây Serbia., nằm ở hữu ngạn sông Drina. Thành phố Loznica có dân số là 19.572 người (theo điều tra dân số Serbia năm 2011) còn dân số cả khu tự quản là 84 925 người. Trong thời kỳ La Mã, nơi này được gọi là Ad Drinum. Đây là thủ phủ hành chính của quận Mačva. Tháng 1 năm 2008, theo luật của Serbia, Loznica được công nhận là thành phố.

## Khí hậu
| Dữ liệu khí hậu của Loznica (1981–2010, cực độ 1961–2010) | Dữ liệu khí hậu của Loznica (1981–2010, cực độ 1961–2010) | Dữ liệu khí hậu của Loznica (1981–2010, cực độ 1961–2010) | Dữ liệu khí hậu của Loznica (1981–2010, cực độ 1961–2010) | Dữ liệu khí hậu của Loznica (1981–2010, cực độ 1961–2010) | Dữ liệu khí hậu của Loznica (1981–2010, cực độ 1961–2010) | Dữ liệu khí hậu của Loznica (1981–2010, cực độ 1961–2010) | Dữ liệu khí hậu của Loznica (1981–2010, cực độ 1961–2010) | Dữ liệu khí hậu của Loznica (1981–2010, cực độ 1961–2010) | Dữ liệu khí hậu của Loznica (1981–2010, cực độ 1961–2010) | Dữ liệu khí hậu của Loznica (1981–2010, cực độ 1961–2010) | Dữ liệu khí hậu của Loznica (1981–2010, cực độ 1961–2010) | Dữ liệu khí hậu của Loznica (1981–2010, cực độ 1961–2010) | Dữ liệu khí hậu của Loznica (1981–2010, cực độ 1961–2010) |
| Tháng                                                     | 1                                                         | 2                                                         | 3                                                         | 4                                                         | 5                                                         | 6                                                         | 7                                                         | 8                                                         | 9                                                         | 10                                                        | 11                                                        | 12                                                        | Năm                                                       |
| --------------------------------------------------------- | --------------------------------------------------------- | --------------------------------------------------------- | --------------------------------------------------------- | --------------------------------------------------------- | --------------------------------------------------------- | --------------------------------------------------------- | --------------------------------------------------------- | --------------------------------------------------------- | --------------------------------------------------------- | --------------------------------------------------------- | --------------------------------------------------------- | --------------------------------------------------------- | --------------------------------------------------------- |
| Cao kỉ lục °C (°F)                                        | 21.6 (70.9)                                               | 25.6 (78.1)                                               | 30.2 (86.4)                                               | 32.0 (89.6)                                               | 36.0 (96.8)                                               | 37.3 (99.1)                                               | 42.3 (108.1)                                              | 40.3 (104.5)                                              | 37.6 (99.7)                                               | 31.1 (88.0)                                               | 29.1 (84.4)                                               | 26.4 (79.5)                                               | 42.3 (108.1)                                              |
| Trung bình ngày tối đa °C (°F)                            | 5.1 (41.2)                                                | 7.6 (45.7)                                                | 12.8 (55.0)                                               | 17.9 (64.2)                                               | 23.3 (73.9)                                               | 26.0 (78.8)                                               | 28.3 (82.9)                                               | 28.4 (83.1)                                               | 23.9 (75.0)                                               | 18.8 (65.8)                                               | 11.6 (52.9)                                               | 6.2 (43.2)                                                | 17.5 (63.5)                                               |
| Trung bình ngày °C (°F)                                   | 0.8 (33.4)                                                | 2.4 (36.3)                                                | 6.9 (44.4)                                                | 11.8 (53.2)                                               | 17.0 (62.6)                                               | 20.0 (68.0)                                               | 21.8 (71.2)                                               | 21.4 (70.5)                                               | 16.8 (62.2)                                               | 11.9 (53.4)                                               | 6.3 (43.3)                                                | 2.2 (36.0)                                                | 11.6 (52.9)                                               |
| Tối thiểu trung bình ngày °C (°F)                         | −2.3 (27.9)                                               | −1.5 (29.3)                                               | 2.1 (35.8)                                                | 6.5 (43.7)                                                | 11.2 (52.2)                                               | 14.4 (57.9)                                               | 15.9 (60.6)                                               | 15.6 (60.1)                                               | 11.7 (53.1)                                               | 7.3 (45.1)                                                | 2.7 (36.9)                                                | −0.9 (30.4)                                               | 6.9 (44.4)                                                |
| Thấp kỉ lục °C (°F)                                       | −25.4 (−13.7)                                             | −20.0 (−4.0)                                              | −15.5 (4.1)                                               | −5.4 (22.3)                                               | −0.7 (30.7)                                               | 4.1 (39.4)                                                | 7.7 (45.9)                                                | 5.0 (41.0)                                                | −0.1 (31.8)                                               | −4.6 (23.7)                                               | −13.4 (7.9)                                               | −17.6 (0.3)                                               | −25.4 (−13.7)                                             |
| Lượng Giáng thủy trung bình mm (inches)                   | 59.3 (2.33)                                               | 46.0 (1.81)                                               | 65.7 (2.59)                                               | 62.8 (2.47)                                               | 78.2 (3.08)                                               | 108.5 (4.27)                                              | 85.2 (3.35)                                               | 75.2 (2.96)                                               | 69.5 (2.74)                                               | 73.5 (2.89)                                               | 74.4 (2.93)                                               | 69.6 (2.74)                                               | 868.0 (34.17)                                             |
| Số ngày giáng thủy trung bình (≥ 0.1 mm)                  | 13                                                        | 12                                                        | 13                                                        | 13                                                        | 13                                                        | 14                                                        | 10                                                        | 9                                                         | 10                                                        | 11                                                        | 13                                                        | 15                                                        | 147                                                       |
| Độ ẩm tương đối trung bình (%)                            | 83                                                        | 78                                                        | 71                                                        | 69                                                        | 69                                                        | 71                                                        | 69                                                        | 71                                                        | 76                                                        | 80                                                        | 82                                                        | 84                                                        | 75                                                        |
| Số giờ nắng trung bình tháng                              | 60.0                                                      | 90.3                                                      | 140.2                                                     | 176.0                                                     | 231.7                                                     | 247.8                                                     | 292.5                                                     | 273.5                                                     | 197.2                                                     | 143.1                                                     | 82.7                                                      | 51.5                                                      | 1.986,4                                                   |
| Nguồn: Republic Hydrometeorological Service of Serbia     |                                                           |                                                           |                                                           |                                                           |                                                           |                                                           |                                                           |                                                           |                                                           |                                                           |                                                           |                                                           |                                                           |

## Thành phố kết nghĩa
- Płock, Ba Lan
- Ivanić-Grad, Croatia